# Torpedobuis

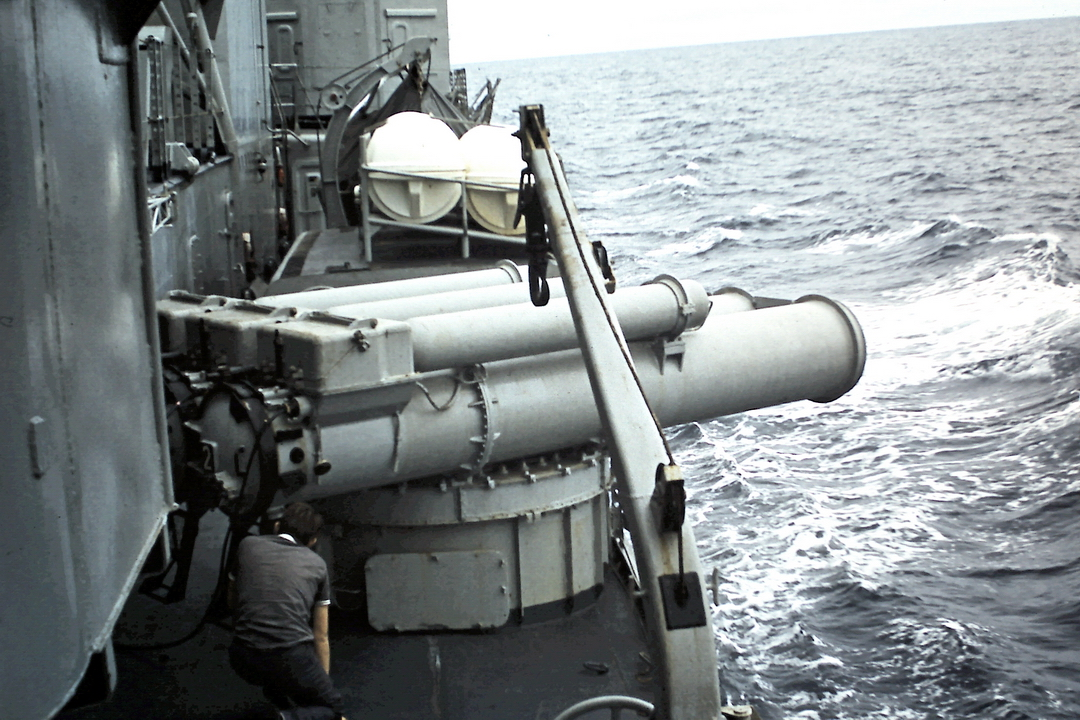
Torpedolanceersysteem (draaibaar)

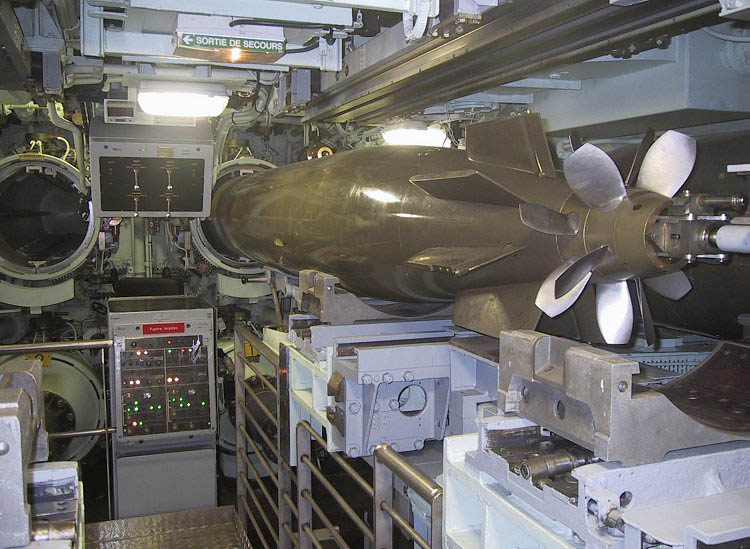
Torpedobuizen op de Franse onderzeeboot RF Redoutable

Schematische weergave van een torpedobuis op een onderzeeboot

Een torpedobuis is een installatie om torpedo’s te lanceren.
Er zijn twee typen torpedobuizen, voor om torpedo’s te lanceren vanaf onderzeeboten en vanaf schepen. Op schepen wordt ook de term torpedolanceersysteem gebruikt.
Op schepen zijn torpedobuizen opgesteld op een draaiplateau of in een vaste opstelling. De keuze is afhankelijk van de omvang van het schip, een draaiplateau heeft meer ruimte nodig, en kleine schepen kunnen gemakkelijker hun koers verleggen om de torpedo in de richting van het doel te lanceren. De installatie bestaat verder uit een cilindrische buis en een mechaniek om de torpedo te lanceren.
Voor onderzeeboten zijn de torpedobuizen ingewikkelder om ze onder water te lanceren. In de cilinder ligt de torpedo droog tot de lancering. Zeewater wordt de buis ingelaten en bij gelijke binnen- en buitendruk wordt het buitenluik geopend. Na het lanceren van de torpedo gaat het buitenluik dicht en stroomt het zeewater uit de buis alvorens de binnendeur open kan om een nieuwe torpedo te laden.  
Voor het uitstoten van de torpedo wordt meestal op oppervlakteschepen perslucht gebruikt of een kleine explosieve lading. Voor onderzeeboten zijn deze technieken niet haalbaar, want het geluid geeft de positie van het onderzeeër weg. Staat de torpedobuis vol met water dan verlaat de torpedo het vaartuig op de eigen motor of het wordt hydraulisch de buis uitgeperst en gaat vervolgens verder op de eigen aandrijving.